# Темисто (митология)
Вижте пояснителната страница за други значения на Темисто.
Темисто в древногръцката митология е третата съпруга на Атамант. Дъщеря е на Хипсей.
Атамант се оженил за нея, защото смятал втората си жена Ино (дъщерята на Кадъм) за мъртва. Когато разбрал, че тя всъщност е жива и здрава, пратил да я доведат. Темисто решила да си отмъсти и да убие децата на Ино – Леарх и Меликерт. От Атамант тя имала 4 деца – Левкон, Еритрия, Схоней и Птоя. За да ги различи в тъмното от децата на Ино, тя накарала робинята си да облече децата на Ино в черни дрехи, а нейните в бели. Робинята обаче се оказала самата Ино, която разменила дрехите на децата. Така Темисто убила своите собствени деца. Когато разбрала истината се самоубила.
- Друга Темисто е дъщеря на речния бог Инах и е майка на Истър (р. Дунав) от Зевс.